# ميلدريد شيل
ميلدريد شيل (بالألمانية: Mildred Scheel)‏ (و. 1932 – 1985 م) هي طبيبة من ألمانيا ولدت في كولونيا.

## روابط خارجية
- ميلدريد شيل على موقع مونزينجر (الألمانية)
- ميلدريد شيل على موقع ديسكوغز (الإنجليزية)